# Úrvalsdeild (2012)
Úrvalsdeild (2012) (znana jako Pepsi Deildin ze względów sponsorskich)
była 101. edycją najwyższej klasy rozgrywkowej piłki nożnej na Islandii.
Brało w niej udział 12 drużyn, które w okresie od 6 maja do 29 września 2012 rozegrały 22 kolejki meczów.
Obrońcą tytułu był zespół Reykjavíkur. Mistrzostwo po raz szósty w historii zdobyła drużyna Hafnarfjarðar.

## Drużyny
| Uczestnicy poprzedniej edycji                                                                                 | Uczestnicy poprzedniej edycji | Uczestnicy poprzedniej edycji | Uczestnicy poprzedniej edycji |
| --- | ----------------------------- | ----------------------------- | ----------------------------- |
| KRE | KR                            | 1                             |                               |
| FH | FH                            | 2                             |                               |
| ÍBV | ÍB Vestmannaeyja              | 3                             |                               |
| STJ | Stjarnan                      | 4                             |                               |
| VAL | Valur                         | 5                             |                               |
| BRE | Breiðablik                    | 6                             |                               |
| FYL | Fylkir                        | 7                             |                               |
| ÍBK | Keflavík                      | 8                             |                               |
| FRA | Fram                          | 9                             |                               |
| GRI | Grindavík                     | 10                            |                               |
| Awans z 1. deild 2011                                                                                         |                               |                               |                               |
| ÍA | Akraness                      | 1                             |                               |
| SEL | Selfoss                       | 2                             |                               |
| Oznaczenia: - kolumna pierwsza – skróty nazw drużyn, - kolumna trzecia – miejsce zajęte w poprzednim sezonie. |                               |                               |                               |

## Tabela
| Lp. | Drużyna       | M  | Z  | R  | P  | B+ | B- | +/– | Pkt | Kwalifikacja lub spadek                      |
| --- | ------------- | -- | -- | -- | -- | -- | -- | --- | --- | -------------------------------------------- |
| 1   | FH (M)        | 22 | 15 | 4  | 3  | 51 | 23 | +28 | 49  | Liga Mistrzów UEFA • II runda kwalifikacyjna |
| 2   | Breiðablik    | 22 | 10 | 6  | 6  | 32 | 27 | +5  | 36  | Liga Europy UEFA • I runda kwalifikacyjna    |
| 3   | ÍBV           | 22 | 10 | 5  | 7  | 36 | 21 | +15 | 35  | Liga Europy UEFA • I runda kwalifikacyjna    |
| 4   | KR (P)        | 22 | 10 | 5  | 7  | 39 | 32 | +7  | 35  | Liga Europy UEFA • I runda kwalifikacyjna    |
| 5   | Stjarnan      | 22 | 8  | 10 | 4  | 44 | 38 | +6  | 34  |                                              |
| 6   | ÍA            | 22 | 9  | 5  | 8  | 32 | 36 | −4  | 32  |                                              |
| 7   | Fylkir        | 22 | 8  | 7  | 7  | 30 | 39 | −9  | 31  |                                              |
| 8   | Valur         | 22 | 9  | 1  | 12 | 34 | 34 | 0   | 28  |                                              |
| 9   | Keflavík      | 22 | 8  | 3  | 11 | 35 | 38 | −3  | 27  |                                              |
| 10  | Fram          | 22 | 8  | 3  | 11 | 31 | 36 | −5  | 27  |                                              |
| 11  | Selfoss (S)   | 22 | 6  | 3  | 13 | 30 | 44 | −14 | 21  | Spadek do 1. deild karla                     |
| 12  | Grindavík (S) | 22 | 2  | 6  | 14 | 31 | 57 | −26 | 12  | Spadek do 1. deild karla                     |

## Wyniki
| Gospodarz \ Gość | BRE | FRA | FYL | GRI | FH  | ÍA  | ÍBV | KEF | KR  | SEL | STJ | VAL |
| ---------------- | --- | --- | --- | --- | --- | --- | --- | --- | --- | --- | --- | --- |
| Breiðablik       |     | 0–2 | 1–1 | 2–0 | 0–1 | 0–1 | 1–0 | 0–4 | 2–1 | 1–1 | 2–0 | 1–0 |
| Fram             | 3–2 |     | 4–0 | 4–3 | 0–1 | 2–0 | 2–1 | 0–2 | 1–2 | 0–2 | 1–1 | 0–1 |
| Fylkir           | 1–1 | 1–0 |     | 2–1 | 0–1 | 0–1 | 0–4 | 1–1 | 3–2 | 2–0 | 3–3 | 3–1 |
| Grindavík        | 2–4 | 2–2 | 2–2 |     | 0–1 | 2–2 | 1–3 | 0–4 | 2–2 | 0–4 | 1–4 | 2–0 |
| FH               | 3–0 | 1–0 | 8–0 | 1–1 |     | 2–1 | 2–0 | 3–0 | 1–3 | 5–2 | 2–2 | 2–1 |
| ÍA               | 1–1 | 0–1 | 2–1 | 2–1 | 2–7 |     | 0–4 | 3–2 | 3–2 | 4–0 | 1–2 | 1–1 |
| ÍBV              | 0–0 | 3–2 | 1–1 | 2–1 | 2–2 | 0–0 |     | 0–1 | 2–0 | 1–0 | 4–1 | 2–0 |
| Keflavík         | 2–3 | 5–0 | 0–2 | 2–1 | 2–4 | 2–3 | 1–0 |     | 1–1 | 2–2 | 0–1 | 0–4 |
| KR               | 0–4 | 1–1 | 2–1 | 4–1 | 2–0 | 2–0 | 3–2 | 3–0 |     | 3–1 | 2–2 | 2–3 |
| Selfoss          | 0–2 | 4–2 | 1–2 | 3–3 | 0–1 | 1–3 | 2–1 | 2–1 | 1–0 |     | 1–3 | 0–1 |
| Stjarnan         | 1–1 | 4–2 | 2–2 | 3–4 | 2–2 | 1–1 | 1–1 | 1–3 | 1–1 | 4–2 |     | 3–2 |
| Valur            | 3–4 | 0–2 | 1–2 | 4–1 | 3–1 | 2–1 | 0–3 | 4–0 | 0–1 | 3–1 | 0–2 |     |

## Najlepsi strzelcy
| Bramki | Strzelcy                   | Drużyna  |
| ------ | -------------------------- | -------- |
| 12     | Atli Guðnason              | FH       |
| 11     | Kristinn Ingi Halldórsson  | Fram     |
| 10     | Ingimundur Níels Óskarsson | Fylkir   |
| 9      | Björn Daníel Sverrisson    | FH       |
| 9      | Christian Olsen            | ÍBV      |
| 9      | Garðar Gunnlaugsson        | ÍA       |
| 8      | Kjartan Finnbogason        | KR       |
| 8      | Garðar Jóhannsson          | Stjarnan |

Źródło: soccerway

## Stadiony
| Breiðablik     |
| Kópavogsvöllur |
| 5 501          |
|                |

| FH         |
| Kaplakriki |
| 6 738      |
|            |

| Fram             |
| Laugardalsvöllur |
| 15 427           |
|                  |

| Fylkir       |
| Fylkisvöllur |
| 2 872        |
|              |

| Grindavik         |
| Grindavíkurvöllur |
| 1 750             |
|                   |

| ÍA            |
| Akranesvöllur |
| 4 850         |
|               |

| ÍBV            |
| Hásteinsvöllur |
| 2 834          |
|                |

| Keflavík       |
| Nettóvöllurinn |
| 4 957          |
|                |

| KR        |
| KR-völlur |
| 3 333     |
|           |

| Selfoss       |
| Selfossvöllur |
| 2 000         |
|               |

| Stjarnan      |
| Stjörnuvöllur |
| 1 292         |
|               |

| Valur             |
| Vodafonevöllurinn |
| 3 000             |
|                   |